# قضاء عمان
قضاء عمان قضاء يقع في لواء قصبة عمان، محافظة العاصمة في الأردن. ينتمي القضاء للواء قصبة عمان الذي يضم قضاء واحد. يقدر عدد سكانه بـ 855955 نسمة حسب إحصاء 2015.

## الوصلات الخارجية
- دائرة الاحصاءات العامة